# 藤田智子
藤田 智子（ふじた ともこ、1991年8月18日 - ）は、長崎国際テレビ (NIB) のアナウンサー。
福岡県宗像市出身。琉球大学教育学部生涯教育課程を卒業後、2015年4月に長崎国際テレビに入社。

## 担当番組
- news every.（ローカルパート）[2]
- NNNストレイトニュース[2]
- NIBニューススポット[2]
- あさじげZ(ナレーション)
- ひるじげドン